# ハンナ・バーベラ秘宝探検団
ハンナ・バーベラ秘宝探検団（Yogi's Treasure Hunt）は、アメリカ合衆国で1985年9月6日から1988年3月25日まで放送されたテレビアニメ。日本ではテレビ放送されておらず、1991年11月21日から1992年1月21日にかけて全4巻がVHSで発売された。
この作品は、ヨギ・ベアとブーブーとスミス、ドラとチュウ太、トップキャット、オギーとダディー、珍犬ハックル、早撃ちマックが秘宝探検団を結成して謎の秘宝を探し、ブラック魔王とケンケンの悪党コンビが秘宝を横取ろうとする騒動を描いた内容となっている。また他のハンナ・バーベラ作品キャラクターも脇役で登場する。

## キャラクター
ヨギ・ベア
声 - 屋良有作、英 - ドーズ・バトラー
ブーブー
声 - 頓宮恭子、英 - ドン・メシック
スミス
声 - 、英 -
ブラック魔王
声 - 大塚周夫、英 - ポール・ウィンチェル
ケンケン
声 - 神山卓三、英 - ドン・メシック
トップキャット
声 - 鈴木ヤスシ、英 - アーノルド・スタン
オギー
声 - 島本須美、英 - ドーズ・バトラー
ダディー
声 - 野本礼三、英 - ジョン・スティーブンソン
ハックル
声 - 龍田直樹、英 - ドーズ・バトラー
マック
声 - 森功至、英 - ドーズ・バトラー
ドラ
声 - 、英 -
チュウ太
声 - 、英 -

## エピソード
ブラック魔王とケンケンのレイダース
- 古代エジプト王の呪い
- キャメロットの魔法使い
- 帰ってきたエル・カボーン

ブラック魔王とケンケンの雪男
- ???（There's No Place Like Nome）

ブラック魔王とケンケンのエイリアン
- 地底の秘宝
- UFO来襲
- 惑星マーガトロイド

ブラック魔王とケンケンのハニージャッカー

## 日本語版スタッフ
- 演出・脚本 - 高桑慎一郎[1]
- 翻訳 - 古谷直己[1]
- 制作協力 - 青二企画[1]
- 制作 - 日本コロムビア[1]